# Comté du Principat
Le comté du Principat (en italien : contea di Principato) était un comté du sud de l'Italie créé au XIe siècle par les conquérants normands.
Constitué des terres conquises sur les Lombards autour des années 1050 par le chevalier normand Onfroi de Hauteville, comte d'Apulie, le comté du Principat comprenait un territoire localisé au sud-est de l'actuelle Campanie, bordé des comtés de Rota, de Conza et de Marsico, et dont le centre était selon le chroniqueur Aimé du Mont-Cassin lo castel de Saint Nicharde,, près d'Eboli. Aimé raconte qu'après s'être emparé de Saint Nicharde (San Nicandro) et de plusieurs autres places fortes plus au sud, dans la région de Policastro, Onfroi investit alors des terres conquises son frère cadet Guillaume († 1080), qui prit le titre de comte du Principat en 1056.
Le Principat devint en 1059 l'un des comtés constitutifs du duché d'Apulie et de Calabre, puis du royaume de Sicile.

Il sera tenu par les descendants de Guillaume de Hauteville jusqu'au milieu du XIIe siècle. En 1155-1156, son arrière-petit-fils, Guillaume III du Principat, participera à une révolte baronniale contre le roi Guillaume Ier de Sicile et sera dépossédé du comté en 1156 puis emprisonné à Palerme.

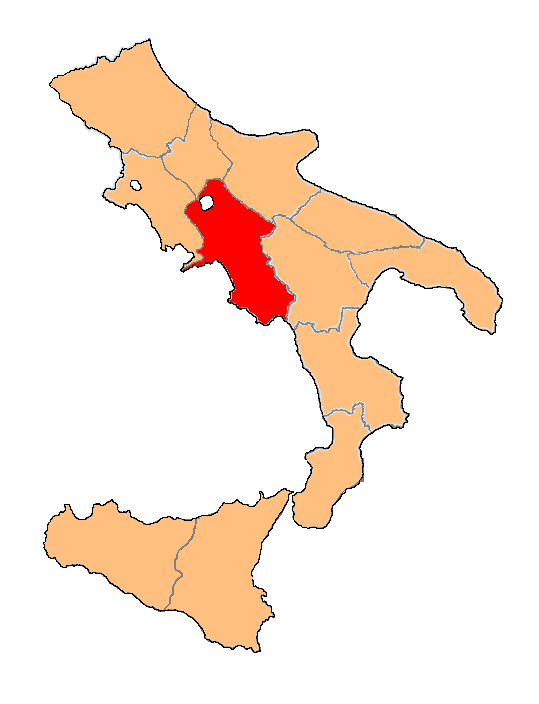
Situation du justiciarat du Principat de la Terre de Bénévent (1233-1273).

En 1233, sous le règne du roi de Sicile Frédéric de Hohenstaufen, le Principat fera partie d'un justiciarat.

## Liste des comtes du Principat
- 1056 : Guillaume de Hauteville dit Guillaume de San Nicandro (ou Sannicandro) ou Guillaume Ier du Principat ;
- 1080 : Robert du Principat († 1099), fils du précédent ;
- 1099 : Guillaume II du Principat († 1128), fils du précédent ;
- 1128 : Nicolas du Principat († apr. 1141), fils du précédent ;
- 11?? : Guillaume III du Principat († 1161 ou apr. 1161), frère du précédent ;
- 1156-1168 : suppression du comté qui entre dans le domaine royal ;
- 1168 : Henri de Montescaglioso († apr. 1173) ;
- 117? : Guillaume IV du Principat (cité en 1195), fils du précédent.

## Sources primaires
- Aimé du Mont-Cassin, Ystoire de li Normant